# Some Medicine Man
Some Medicine Man è un cortometraggio muto del 1916 diretto da Roy Clements.

## Produzione
Il film fu prodotto dalla Nestor Film Company.

## Distribuzione
Distribuito dall'Universal Film Manufacturing Company, il film - un cortometraggio di una bobina - uscì nelle sale cinematografiche USA l'11 novembre 1916.